# Saint-Palais (Allier)
Saint-Palais é uma comuna francesa na região administrativa de Auvérnia-Ródano-Alpes, no departamento Allier. Estende-se por uma área de 20,4 km². Em 2010 a comuna tinha 165 habitantes (densidade: 8,1 hab./km²).